# María Gallardo
María Margarita Gallardo Arismendi (Osorno, 20 luglio 1925 – Osorno, 1992) è stata una cestista cilena.

## Carriera
Con il Cile ha disputato i Campionati mondiali del 1953 e ha vinto due medaglie d'oro ai Campionati sudamericani (1946, 1950).